# Roca del Purpirol
Roca del Purpirol és un antic castell de Tavèrnoles (Osona) declarat Bé Cultural d'Interès Nacional.

## Descripció
Restes d'encaixos de murs en una penya sobre el mas Pujol. El conjunt el formen dos blocs de pedra local, situats en paral·lel i separats per uns 2-3 metres l'una de l'altre. Aquestes roques tindrien una alçada d'uns 3 m a la part més baixa i uns 6 a la part més alta. L'accés al cim és difícil, si bé que sembla haver-hi uns petits graons molt erosionats a la part alta del bloc de l'oest. La part superior d'aquest bloc és pràcticament pla deixant unes parets verticals a cada costat. A la zona central es poden observar alguns forats de pal de diverses mides i formes. A la zona est d'aquesta bloc, s'aprecien un seguit d'encaixos quadrangulars que tindrien la seva correspondència amb el bloc situat més a l'est. Aquests encaixos haurien servit per a sostentar alguna estructura de fusta tipus torre de guaita i control.

## Història
Restes d'una fortalesa. Documentada el 1098.